# Joachim W. Kadereit
Joachim Walter Kadereit (* 1956 in Hannover) ist ein deutscher Professor für Botanik.

## Biografie
Joachim W. Kadereit studierte Biologie an der Universität Hamburg und an der Universität Cambridge. Im Jahre 1991 bekam er die Berufung auf einen Lehrstuhl für Botanik an der Johannes Gutenberg-Universität Mainz in der Abteilung für spezielle Botanik. Zudem war er bis 2021 Leiter des dortigen Botanischen Gartens.
Die Forschungsschwerpunkte von Kadereit sind die Pflanzensystematik, die Pflanzenevolution und die Biogeografie Höherer Pflanzen.
Joachim W. Kadereit ist gemeinsam mit Kollegen Autor des Strasburger, das als zentrales Standardwerk im Fach Botanik des Biologiestudiums gilt.

## Publikationen (Auswahl)
- mit Peter Sitte, Elmar Weiler, Andreas Bresinsky, Christian Körner: Lehrbuch der Botanik für Hochschulen. Begründet von Eduard Strasburger. 35. Auflage. Spektrum, Heidelberg 2002, ISBN 3-8274-1010-X.
- mit Andreas Bresinsky, Christian Körner, Gunther Neuhaus, Uwe Sonnewald: Strasburger – Lehrbuch der Botanik. Begründet von Eduard Strasburger. 36. Auflage. Spektrum, Heidelberg 2008, ISBN 978-3-8274-1455-7.
- mit Christian Körner, Benedikt Kost, Uwe Sonnewald: Strasburger – Lehrbuch der Pflanzenwissenschaften. Springer Spektrum, 37. vollständig überarbeitete & aktualisierte Auflage, Berlin & Heidelberg 2014. ISBN 978-3-642-54434-7 (Print); ISBN 978-3-642-54435-4 (E-Book).
- mit Christian Körner, Peter Nick, Uwe Sonnewald: Strasburger – Lehrbuch der Pflanzenwissenschaften. Springer Spektrum, 38. Auflage. Berlin/Heidelberg 2021, ISBN 978-3-662-61942-1 (Print); ISBN 978-3-662-61943-8 (E-Book).